# 걸즈 어 고고! 미소녀 클럽 31
걸즈 어 고고!(일본어: ガールズ・ア・ゴーゴー, GIRLS A GOGO!)는 일본의 버라이어티 방송의 일환으로 2003년 10월 11일에 방송을 시작하여, 2004년 10월 16일에는 멤버 10인이 리뉴얼했고, 2005년 10월 8일에 멤버 12인이 출연하여 화제가 된 연예 프로그램이며, 미소녀 클럽 31의 후속 연예 프로그램있지만 2006년 9월 23일 종영했다.

## 제작진
- 해설:쓰기모토 루미
- 음성:워드 섹스톤(ウォード・セクストン)
- 구성:마쓰모토 신이치
- 외주제작:블랜코(BLANCO)
- 기획협력:오스카 프로모션(オスカープロモーション)/장로 프로덕션(長良プロダクション)
- 제작협력:스위시 재팬(スウィッシュ・ジャパン)
- 프로듀서:나카지마 코우지
- 책임프로듀서:후지이 토모히사(아사히방송)

## 관련참고
- 미소녀